# Maik Nowak
Maik Nowak (* 1964 in Mühlhausen) ist ein deutscher Handballtrainer.

## Werdegang
Nowak betrieb Leichtathletik, dann Handball und wechselte früh ins Trainergeschäft. Die B-Jugend des SC Leipzig führte er zum Gewinn des DDR-Meistertitels dieser Wettkampfklasse. Er studierte an der Deutschen Hochschule für Körperkultur (DHfK) und nach deren Auflösung an der Sportwissenschaftlichen Fakultät der Universität Leipzig, in der Teile der DHfK aufgingen. 1992 wurde an der Universität seine Diplomarbeit Die Entwicklung der Nachfolgeeinrichtung der DHfK im Zeitraum Dezember 1990 bis Mai 1991. Versuch einer detaillierten chronologischen Beschreibung der Integration einer Hochschuleinrichtung der ehemaligen DDR in die Verhältnisse der BRD angenommen. Hernach war Nowak als wissenschaftlicher Mitarbeiter tätig.
Als Trainer betreute er die Männer der SG LVB Leipzig in der 3. Liga, 1995 wurde er Trainer der Damen des SC Leipzig, die dann unter dem Dach des VfB Leipzig und ab 1999 als HC Leipzig antraten. Anfangs hatte er zusätzlich das Manageramt inne. Er führte die Leipzigerinnen zu drei deutschen Meistertiteln (1998, 1999, 2002) und zweimal zum Gewinn des Pokalwettbewerbs (1996, 2000). 1997 stand er mit Leipzig in den Endspielen im Europapokal der Pokalsieger, verpasste aber gegen Rostow den Sieg. Im April 2004 endete seine dortige Trainertätigkeit, als Nowak beurlaubt wurde.
Hernach war der beruflich als Lehrer am Sportgymnasiums Leipzig tätige Nowak zwischen 2004 und 2012 als Sportdirektor und Trainer des EHV Aue in der 2. Bundesliga und in der 3. Liga tätig. Ab 2012 übte Nowak unterschiedliche Aufgaben beim Deutschen Handballbund (DHB) aus: Er war Assistent von Damen-Bundestrainer Heine Jensen, arbeitete im weiblichen Nachwuchsbereich als Leistungssportkoordinator und hernach als Jugendbundestrainer. 2017 gewann die weibliche U17 des DHB unter seiner Leitung die Europameisterschaft dieser Altersklasse. Ende August 2020 lief sein Vertrag beim DHB aus.
Am 1. September 2020 trat Nowak beim ThSV Eisenach das Amt des Sportlichen Leiters an.